# Irritator challengeri
Irritator (il cui nome deriva dal fatto che i paleontologi furono irritati nello scoprire che il teschio era stato artificialmente allungato) è un genere estinto di dinosauro teropode spinosauride vissuto nel Cretaceo inferiore, circa 110 milioni di anni fa (Albiano), in quella che oggi è la Formazione Santana, in Brasile. Il genere contiene una singola specie, ossia I. challengeri. Le stime attuali sulle sue dimensioni indicano una lunghezza di 8 metri (26 piedi). Nel 2010, Gregory S. Paul propose stime più basse di 7,5 metri (24,6 piedi) per una tonnellata di peso. L'Irritator possedeva una cresta insolitamente sagomata nella parte posteriore della testa, e molto probabilmente si nutriva di pesce.
Finora l'unico fossile ritrovato attribuibile con certezza all'animale è l'olotipo del genere che consiste in un cranio fossile lungo 80 centimetri (31,4 pollici) ritrovato nel Romualdo Member, uno strato membro della Formazione Santana. Questo cranio ricorda molto i crani di Suchomimus e Spinosaurus. Il genere è spesso considerato oggi identico (sinonimo) ad Angaturama, un altro genere di spinosauride vissuto nello stesso tempo e nello stesso luogo di Irritator.

## Descrizione

Dimensioni di I. challengeri a confronto con un uomo

L'olotipo di Irritator consiste solamente nella parte posteriore del cranio, oggi conservata sotto il numero USP GP / 2T-5, nell'Universidade de São Paulo. Il cranio è caratterizzato in particolare dalla sua lunghezza insolita e dalla regione delle labbra curve, che è fortemente compressa lateralmente. La lunghezza totale del cranio da completo è stata stimata a circa 84 centimetri. Nella premascella è stato recuperato un dente rotto con corona parziale. I denti erano fortemente estesi e dritti, con corone coniche, lunghi da 6 a 40 millimetri, e incorporati singolarmente. Ciò indica che come nella maggior parte dei teropodi i denti venivano sostituiti in continuazione. A giudicare dalle orbite lasciate dai denti, nel complesso la premascella possedeva sette denti; il terzo dente era il più grande.

## Classificazione

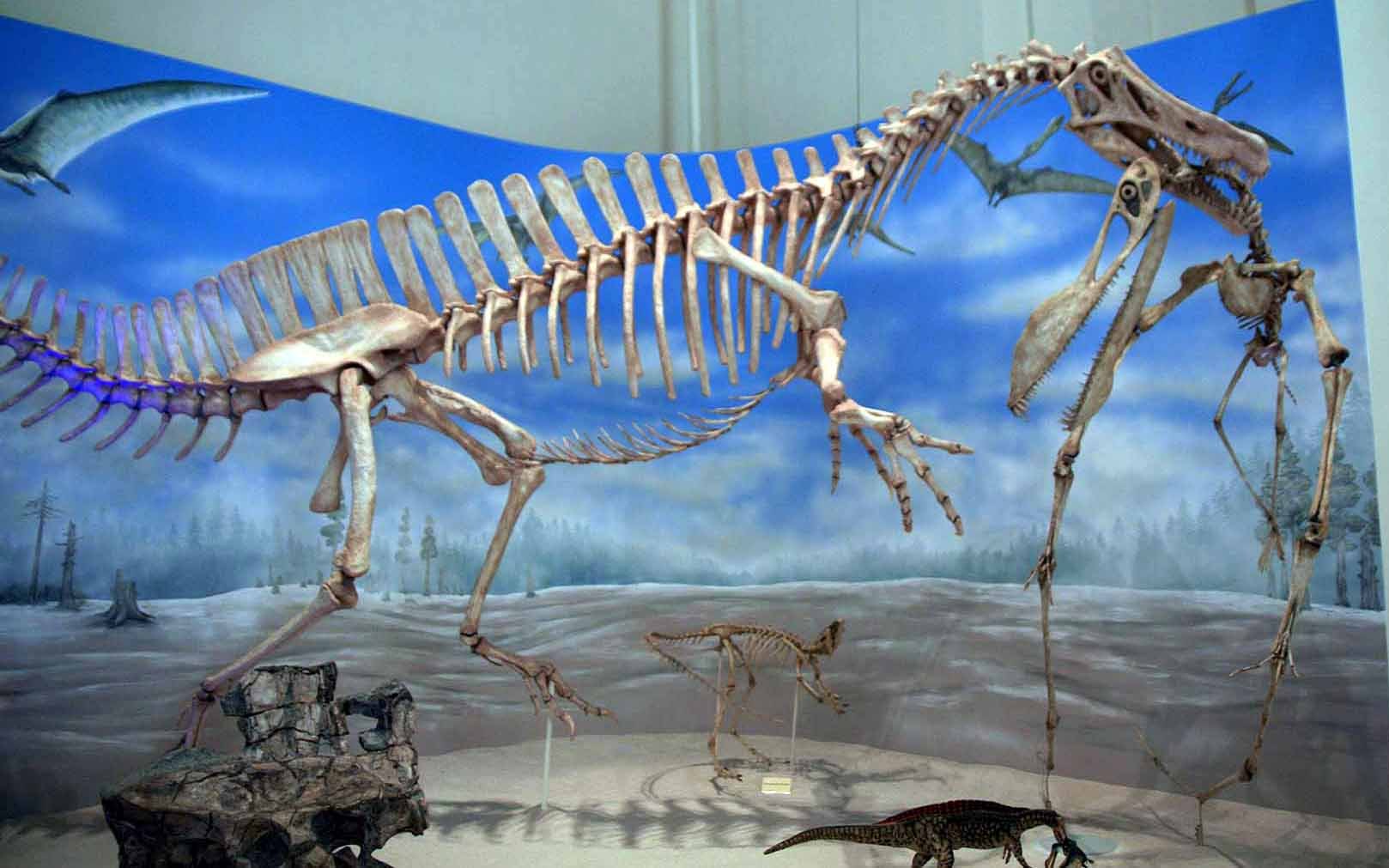
Ricostruzione dello scheletro di Irritator mentre attacca e uccide un Anhanguera

L'Irritator faceva parte della famiglia degli Spinosauridi, in particolare della sottofamiglia degli Spinosaurinae. Condivide uno stretto rapporto con Spinosaurus, e forse anche con Siamosaurus, sebbene quest'ultimo genere non sia ben noto da materiale fossile.
Originariamente, l'Irritatore fu descritto come un Maniraptora all'interno di Tetanurae. In seguito, fu assegnato alla famiglia dei Baryonychidae, insieme ad Angaturama, Baryonyx, Suchomimus e Spinosaurus da Oliver Rauhut, nel 2003. [14] Tuttavia, Holtz et al. (2004) consideravano i baryonychidae come sinonimo della famiglia spinosauridae e alla fine collocarono questi generi all'interno di questa famiglia. La maggior parte delle revisioni successive hanno confermato questa classificazione.
Il seguente cladogramma mostra un'analisi cladistica di Spinosauridae (2012), aggiornato con i dati di Arden (2018):
|  | Baryonyx walkeri      |
|  |                       |
|  | Suchomimus tenerensis |
|  |                       |

|              | Irritator challengeri |
|              | |
|              | Oxalaia quilombensis |
|              | |
| Spinosaurini | \| \| Taxon di Gara Samani \| \| \| \| \| \| Sigilmassasaurus brevicollis \| \| \| \| \| \| Spinosaurus aegyptiacus \| \| \| \| |
|              | \| \| Taxon di Gara Samani \| \| \| \| \| \| Sigilmassasaurus brevicollis \| \| \| \| \| \| Spinosaurus aegyptiacus \| \| \| \| |
|              | Taxon di Gara Samani |
|              | |
|              | Sigilmassasaurus brevicollis |
|              | |
|              | Spinosaurus aegyptiacus |
|              | |

|  | Taxon di Gara Samani         |
|  |                              |
|  | Sigilmassasaurus brevicollis |
|  |                              |
|  | Spinosaurus aegyptiacus      |
|  |                              |

|              | Irritator challengeri |
|              | |
|              | Oxalaia quilombensis |
|              | |
| Spinosaurini | \| \| Taxon di Gara Samani \| \| \| \| \| \| Sigilmassasaurus brevicollis \| \| \| \| \| \| Spinosaurus aegyptiacus \| \| \| \| |
|              | \| \| Taxon di Gara Samani \| \| \| \| \| \| Sigilmassasaurus brevicollis \| \| \| \| \| \| Spinosaurus aegyptiacus \| \| \| \| |
|              | Taxon di Gara Samani |
|              | |
|              | Sigilmassasaurus brevicollis |
|              | |
|              | Spinosaurus aegyptiacus |
|              | |

|  | Taxon di Gara Samani         |
|  |                              |
|  | Sigilmassasaurus brevicollis |
|  |                              |
|  | Spinosaurus aegyptiacus      |
|  |                              |

|              | Irritator challengeri |
|              | |
|              | Oxalaia quilombensis |
|              | |
| Spinosaurini | \| \| Taxon di Gara Samani \| \| \| \| \| \| Sigilmassasaurus brevicollis \| \| \| \| \| \| Spinosaurus aegyptiacus \| \| \| \| |
|              | \| \| Taxon di Gara Samani \| \| \| \| \| \| Sigilmassasaurus brevicollis \| \| \| \| \| \| Spinosaurus aegyptiacus \| \| \| \| |
|              | Taxon di Gara Samani |
|              | |
|              | Sigilmassasaurus brevicollis |
|              | |
|              | Spinosaurus aegyptiacus |
|              | |

|  | Taxon di Gara Samani         |
|  |                              |
|  | Sigilmassasaurus brevicollis |
|  |                              |
|  | Spinosaurus aegyptiacus      |
|  |                              |

|              | Irritator challengeri |
|              | |
|              | Oxalaia quilombensis |
|              | |
| Spinosaurini | \| \| Taxon di Gara Samani \| \| \| \| \| \| Sigilmassasaurus brevicollis \| \| \| \| \| \| Spinosaurus aegyptiacus \| \| \| \| |
|              | \| \| Taxon di Gara Samani \| \| \| \| \| \| Sigilmassasaurus brevicollis \| \| \| \| \| \| Spinosaurus aegyptiacus \| \| \| \| |
|              | Taxon di Gara Samani |
|              | |
|              | Sigilmassasaurus brevicollis |
|              | |
|              | Spinosaurus aegyptiacus |
|              | |

|  | Taxon di Gara Samani         |
|  |                              |
|  | Sigilmassasaurus brevicollis |
|  |                              |
|  | Spinosaurus aegyptiacus      |
|  |                              |

|              | Irritator challengeri |
|              | |
|              | Oxalaia quilombensis |
|              | |
| Spinosaurini | \| \| Taxon di Gara Samani \| \| \| \| \| \| Sigilmassasaurus brevicollis \| \| \| \| \| \| Spinosaurus aegyptiacus \| \| \| \| |
|              | \| \| Taxon di Gara Samani \| \| \| \| \| \| Sigilmassasaurus brevicollis \| \| \| \| \| \| Spinosaurus aegyptiacus \| \| \| \| |
|              | Taxon di Gara Samani |
|              | |
|              | Sigilmassasaurus brevicollis |
|              | |
|              | Spinosaurus aegyptiacus |
|              | |

|  | Taxon di Gara Samani         |
|  |                              |
|  | Sigilmassasaurus brevicollis |
|  |                              |
|  | Spinosaurus aegyptiacus      |
|  |                              |

|              | Irritator challengeri |
|              | |
|              | Oxalaia quilombensis |
|              | |
| Spinosaurini | \| \| Taxon di Gara Samani \| \| \| \| \| \| Sigilmassasaurus brevicollis \| \| \| \| \| \| Spinosaurus aegyptiacus \| \| \| \| |
|              | \| \| Taxon di Gara Samani \| \| \| \| \| \| Sigilmassasaurus brevicollis \| \| \| \| \| \| Spinosaurus aegyptiacus \| \| \| \| |
|              | Taxon di Gara Samani |
|              | |
|              | Sigilmassasaurus brevicollis |
|              | |
|              | Spinosaurus aegyptiacus |
|              | |

|  | Taxon di Gara Samani         |
|  |                              |
|  | Sigilmassasaurus brevicollis |
|  |                              |
|  | Spinosaurus aegyptiacus      |
|  |                              |

|              | Irritator challengeri |
|              | |
|              | Oxalaia quilombensis |
|              | |
| Spinosaurini | \| \| Taxon di Gara Samani \| \| \| \| \| \| Sigilmassasaurus brevicollis \| \| \| \| \| \| Spinosaurus aegyptiacus \| \| \| \| |
|              | \| \| Taxon di Gara Samani \| \| \| \| \| \| Sigilmassasaurus brevicollis \| \| \| \| \| \| Spinosaurus aegyptiacus \| \| \| \| |
|              | Taxon di Gara Samani |
|              | |
|              | Sigilmassasaurus brevicollis |
|              | |
|              | Spinosaurus aegyptiacus |
|              | |

|  | Taxon di Gara Samani         |
|  |                              |
|  | Sigilmassasaurus brevicollis |
|  |                              |
|  | Spinosaurus aegyptiacus      |
|  |                              |

|              | Irritator challengeri |
|              | |
|              | Oxalaia quilombensis |
|              | |
| Spinosaurini | \| \| Taxon di Gara Samani \| \| \| \| \| \| Sigilmassasaurus brevicollis \| \| \| \| \| \| Spinosaurus aegyptiacus \| \| \| \| |
|              | \| \| Taxon di Gara Samani \| \| \| \| \| \| Sigilmassasaurus brevicollis \| \| \| \| \| \| Spinosaurus aegyptiacus \| \| \| \| |
|              | Taxon di Gara Samani |
|              | |
|              | Sigilmassasaurus brevicollis |
|              | |
|              | Spinosaurus aegyptiacus |
|              | |

|  | Taxon di Gara Samani         |
|  |                              |
|  | Sigilmassasaurus brevicollis |
|  |                              |
|  | Spinosaurus aegyptiacus      |
|  |                              |

|  | Baryonyx walkeri      |
|  |                       |
|  | Suchomimus tenerensis |
|  |                       |

|              | Irritator challengeri |
|              | |
|              | Oxalaia quilombensis |
|              | |
| Spinosaurini | \| \| Taxon di Gara Samani \| \| \| \| \| \| Sigilmassasaurus brevicollis \| \| \| \| \| \| Spinosaurus aegyptiacus \| \| \| \| |
|              | \| \| Taxon di Gara Samani \| \| \| \| \| \| Sigilmassasaurus brevicollis \| \| \| \| \| \| Spinosaurus aegyptiacus \| \| \| \| |
|              | Taxon di Gara Samani |
|              | |
|              | Sigilmassasaurus brevicollis |
|              | |
|              | Spinosaurus aegyptiacus |
|              | |

|  | Taxon di Gara Samani         |
|  |                              |
|  | Sigilmassasaurus brevicollis |
|  |                              |
|  | Spinosaurus aegyptiacus      |
|  |                              |

|              | Irritator challengeri |
|              | |
|              | Oxalaia quilombensis |
|              | |
| Spinosaurini | \| \| Taxon di Gara Samani \| \| \| \| \| \| Sigilmassasaurus brevicollis \| \| \| \| \| \| Spinosaurus aegyptiacus \| \| \| \| |
|              | \| \| Taxon di Gara Samani \| \| \| \| \| \| Sigilmassasaurus brevicollis \| \| \| \| \| \| Spinosaurus aegyptiacus \| \| \| \| |
|              | Taxon di Gara Samani |
|              | |
|              | Sigilmassasaurus brevicollis |
|              | |
|              | Spinosaurus aegyptiacus |
|              | |

|  | Taxon di Gara Samani         |
|  |                              |
|  | Sigilmassasaurus brevicollis |
|  |                              |
|  | Spinosaurus aegyptiacus      |
|  |                              |

|              | Irritator challengeri |
|              | |
|              | Oxalaia quilombensis |
|              | |
| Spinosaurini | \| \| Taxon di Gara Samani \| \| \| \| \| \| Sigilmassasaurus brevicollis \| \| \| \| \| \| Spinosaurus aegyptiacus \| \| \| \| |
|              | \| \| Taxon di Gara Samani \| \| \| \| \| \| Sigilmassasaurus brevicollis \| \| \| \| \| \| Spinosaurus aegyptiacus \| \| \| \| |
|              | Taxon di Gara Samani |
|              | |
|              | Sigilmassasaurus brevicollis |
|              | |
|              | Spinosaurus aegyptiacus |
|              | |

|  | Taxon di Gara Samani         |
|  |                              |
|  | Sigilmassasaurus brevicollis |
|  |                              |
|  | Spinosaurus aegyptiacus      |
|  |                              |

|              | Irritator challengeri |
|              | |
|              | Oxalaia quilombensis |
|              | |
| Spinosaurini | \| \| Taxon di Gara Samani \| \| \| \| \| \| Sigilmassasaurus brevicollis \| \| \| \| \| \| Spinosaurus aegyptiacus \| \| \| \| |
|              | \| \| Taxon di Gara Samani \| \| \| \| \| \| Sigilmassasaurus brevicollis \| \| \| \| \| \| Spinosaurus aegyptiacus \| \| \| \| |
|              | Taxon di Gara Samani |
|              | |
|              | Sigilmassasaurus brevicollis |
|              | |
|              | Spinosaurus aegyptiacus |
|              | |

|  | Taxon di Gara Samani         |
|  |                              |
|  | Sigilmassasaurus brevicollis |
|  |                              |
|  | Spinosaurus aegyptiacus      |
|  |                              |

|              | Irritator challengeri |
|              | |
|              | Oxalaia quilombensis |
|              | |
| Spinosaurini | \| \| Taxon di Gara Samani \| \| \| \| \| \| Sigilmassasaurus brevicollis \| \| \| \| \| \| Spinosaurus aegyptiacus \| \| \| \| |
|              | \| \| Taxon di Gara Samani \| \| \| \| \| \| Sigilmassasaurus brevicollis \| \| \| \| \| \| Spinosaurus aegyptiacus \| \| \| \| |
|              | Taxon di Gara Samani |
|              | |
|              | Sigilmassasaurus brevicollis |
|              | |
|              | Spinosaurus aegyptiacus |
|              | |

|  | Taxon di Gara Samani         |
|  |                              |
|  | Sigilmassasaurus brevicollis |
|  |                              |
|  | Spinosaurus aegyptiacus      |
|  |                              |

|              | Irritator challengeri |
|              | |
|              | Oxalaia quilombensis |
|              | |
| Spinosaurini | \| \| Taxon di Gara Samani \| \| \| \| \| \| Sigilmassasaurus brevicollis \| \| \| \| \| \| Spinosaurus aegyptiacus \| \| \| \| |
|              | \| \| Taxon di Gara Samani \| \| \| \| \| \| Sigilmassasaurus brevicollis \| \| \| \| \| \| Spinosaurus aegyptiacus \| \| \| \| |
|              | Taxon di Gara Samani |
|              | |
|              | Sigilmassasaurus brevicollis |
|              | |
|              | Spinosaurus aegyptiacus |
|              | |

|  | Taxon di Gara Samani         |
|  |                              |
|  | Sigilmassasaurus brevicollis |
|  |                              |
|  | Spinosaurus aegyptiacus      |
|  |                              |

|              | Irritator challengeri |
|              | |
|              | Oxalaia quilombensis |
|              | |
| Spinosaurini | \| \| Taxon di Gara Samani \| \| \| \| \| \| Sigilmassasaurus brevicollis \| \| \| \| \| \| Spinosaurus aegyptiacus \| \| \| \| |
|              | \| \| Taxon di Gara Samani \| \| \| \| \| \| Sigilmassasaurus brevicollis \| \| \| \| \| \| Spinosaurus aegyptiacus \| \| \| \| |
|              | Taxon di Gara Samani |
|              | |
|              | Sigilmassasaurus brevicollis |
|              | |
|              | Spinosaurus aegyptiacus |
|              | |

|  | Taxon di Gara Samani         |
|  |                              |
|  | Sigilmassasaurus brevicollis |
|  |                              |
|  | Spinosaurus aegyptiacus      |
|  |                              |

|              | Irritator challengeri |
|              | |
|              | Oxalaia quilombensis |
|              | |
| Spinosaurini | \| \| Taxon di Gara Samani \| \| \| \| \| \| Sigilmassasaurus brevicollis \| \| \| \| \| \| Spinosaurus aegyptiacus \| \| \| \| |
|              | \| \| Taxon di Gara Samani \| \| \| \| \| \| Sigilmassasaurus brevicollis \| \| \| \| \| \| Spinosaurus aegyptiacus \| \| \| \| |
|              | Taxon di Gara Samani |
|              | |
|              | Sigilmassasaurus brevicollis |
|              | |
|              | Spinosaurus aegyptiacus |
|              | |

|  | Taxon di Gara Samani         |
|  |                              |
|  | Sigilmassasaurus brevicollis |
|  |                              |
|  | Spinosaurus aegyptiacus      |
|  |                              |

## Storia della scoperta

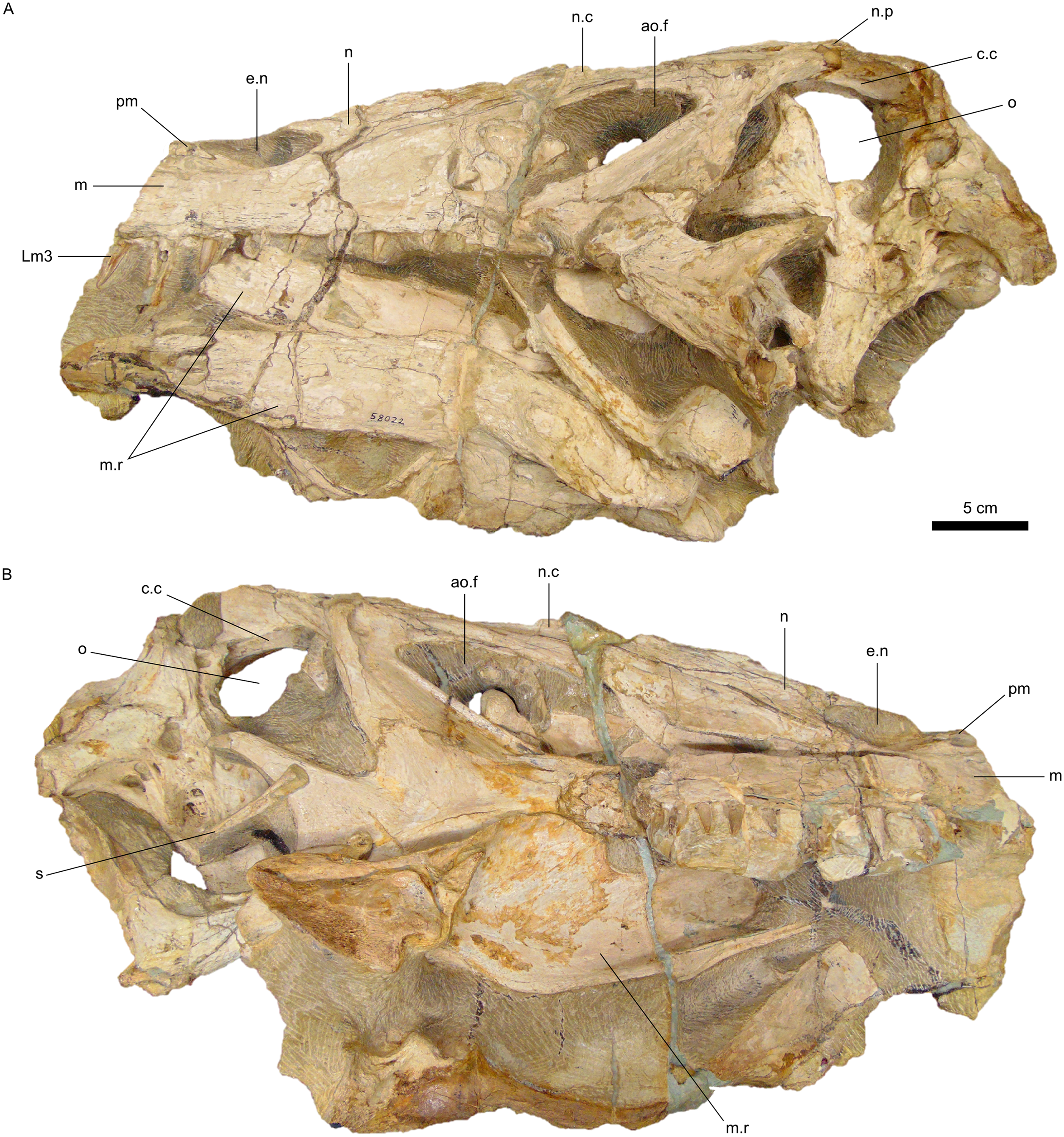
Olotipo di I. challengeri

Il genere Irritator fu descritto scientificamente per la prima volta nel 1996 dai paleontologi Martill, Cruikshank, Frey, Small e Clarke. Il suo unico fossile conosciuto, un cranio di 80 cm scoperto nel Brasile orientale, era purtroppo gravemente danneggiato da un intonaco aggiunto da alcuni contrabbandieri di fossili per venderlo sul mercato nero (sebbene il commercio di fossili sia proibito dalla legge in Brasile), nella speranza di rendere il fossile più grande, completo e prezioso. Ad esempio, "la porzione posteriore della cresta saggitale [sic] ... [è stata] fabbricata dai mercanti di fossili". Gli acquirenti non erano a conoscenza delle modifiche apportate agli esemplari raccolti illegalmente, pertanto ci vollero parecchie ore di lavoro per quest'ultimi per ripulire completamente il fossile e ricostruire le caratteristiche originali dell'animale, da qui la loro ira che diede il nome al dinosauro. Martill et al. (1996) diedero all'animale il nome generico di Irritator derivato "dall'irritazione, il sentimento che gli autori sentivano (sottostimato qui) quando scoprirono che il muso era stato artificialmente allungato". Il nome specifico, challengeri, onora il personaggio fittizio Professor Challenger del romanzo di Arthur Conan Doyle Il mondo perduto (1912).

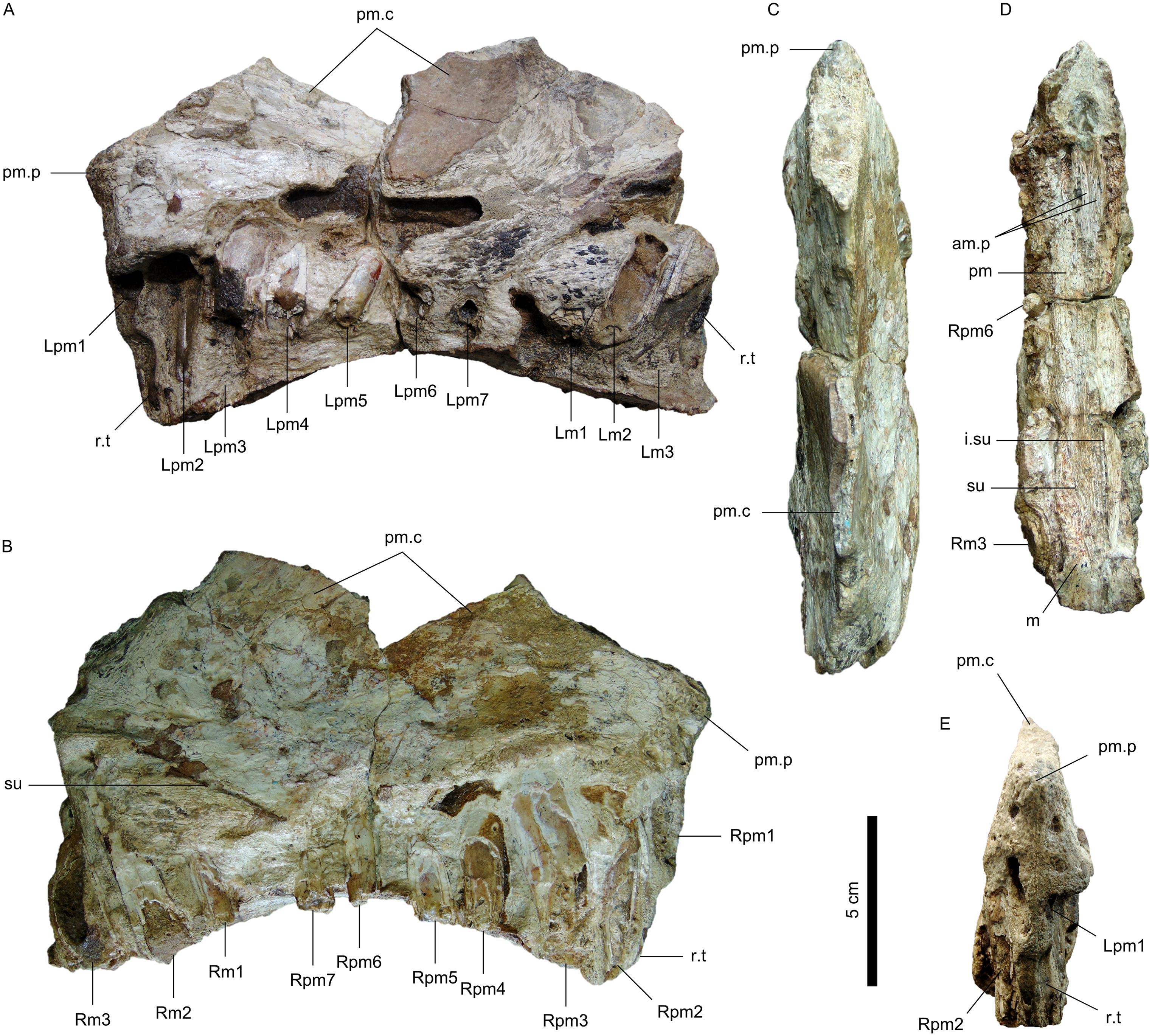
Olotipo di Angaturama limai

Il Romualdo Member della Formazione di Santana è generalmente datato all'Albiano e quindi l'ultima fase del Cretaceo inferiore. Gli strati hanno un'età di circa 110 milioni di anni e provengono da un periodo in cui i continenti dell'Africa e del Sud America erano ancora connessi l'uno con l'altro nella parte settentrionale del Brasile. Il materiale di I. challeri, senza contare quello di Angaturama limai, probabilmente proviene dal Romualdo Member della Formazione Santana, in Brasile. L'olotipo, SMNS 58022, proveniente dal Museo di Stato di Stoccarda delle Scienze Naturali, è costituito da un cranio incompleto, privo della porzione anteriore. Il sito esatto della scoperta del cranio è tuttavia sconosciuto, poiché il fossile è stato raccolto da commercianti fossili illegali. Il collegamento con Romualdo Member è causato dalla presenza di alcune caratteristiche litologiche. Questa classificazione è stata confermata dai microfossili dell'ostracode Pattersoncypris. L'interrogatorio dei commercianti di fossili locali ha portato all'identificazione del sito di scoperta vicino al villaggio di Buxexé vicino a Santana Do Cariri, sul fianco della Chapada do Araripe, ad un'altezza di circa 650 metri. Poiché la roccia del Romualdo Member è effettivamente esposta lì, questo sito di scoperta è considerato molto probabile per il fossile.
Nel 2004, sono state scoperte diverse parti di una colonna vertebrale nella Formazione Santana. Questi fossili sono stati assegnati, a causa della loro struttura, ad uno spinosauride. Con molta probabilità questi fossili appartengono ad Irritator, poiché quest'ultimo rappresenta finora l'unico spinosauride ben noto nella formazione.

### Sinonimia conAngaturama

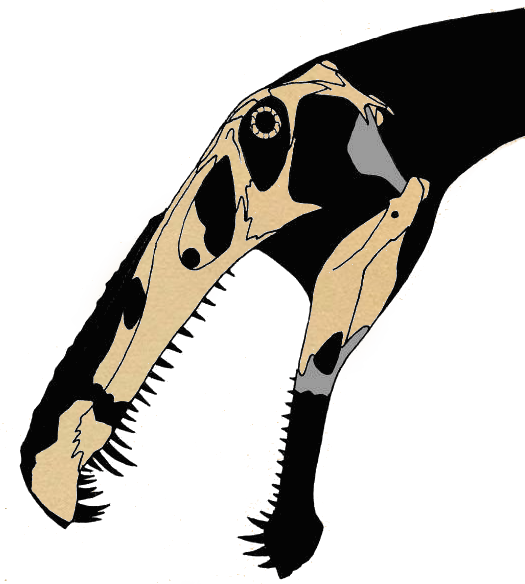
Elementi del cranio conosciuti; la punta del muso deriva dall'esemplare tipo di Angaturama

L'Angaturama limai è un presunto genere di spinosauride proveniente dallo stesso tempo e luogo di Irritator, e descritto da Kellner e Campos nel febbraio del 1996 sulla base di un fossile proveniente dalla Formazione di Santana. Il genere prende il nome da Angaturama, uno spirito protettivo nella cultura indiana Tupi del Brasile, mentre il nome specifico dal paleontologo Murilo R. de Lima, che ha informato Kellner dell'esemplare nel 1991. Ricerche successive hanno scoperto il 60% dello scheletro completo, consentendo la realizzazione di una replica dello scheletro oggi in mostra al Museo Nazionale di Rio de Janeiro, di proprietà dell'Università Federale. I resti di Angaturama sono stati diagnosticati con una compressione laterale molto forte del muso e una sottile cresta sagittale (forma sconosciuta) sopra la premascella.
Alcune fonti considerano Angaturama come un sinonimo di Irritator, citando il fatto che i resti di Angaturama sembrino completare il cranio di Irritator (nel senso che potrebbero appartenere allo stesso esemplare). Tuttavia, un'obiezione sostanziale è stata sollevata a questa affermazione. Kellner e Campos (2000) e Machado e Kellner (2005) hanno entrambi espresso l'opinione che i fossili provengono da due generi diversi e che il fossile di Angaturama sia chiaramente più appiattito lateralmente rispetto ad Irritator. Una revisione di entrambi i fossili da parte dei paleontologi Sales e Schultz (2017) ha anche rilevato che gli esemplari differiscono in altri aspetti della loro conservazione: il campione di Irritator è di colore più luminoso; l'esemplare di Irritator è affetto da una fessura verticale mentre l'esemplare di Angaturama presenta diverse cavità; e il danno ai denti del campione di Irritator è molto meno grave. Identificarono anche un possibile punto di sovrapposizione, il terzo dente mascellare sinistro, e osservarono che il cranio dell'Angaturama poteva essere più grande di quello di Irritator, basandosi sulle proporzioni di Baryonyx. Ciononostante, sebbene i due esemplari non appartengano evidentemente allo stesso individuo, Sales e Schultz hanno notato che la sinonimia a livello di genere dovrebbe essere verificata da resti confrontabili. Se Angaturama e Irritator sono in realtà considerati come membri dello stesso genere, Irritator avrebbe comunque la priorità come nome scientifico valido essendo stato nominato per primo.

## Paleobiologia
L'Irritator, come la maggior parte degli spinosauridi, si nutriva di pesci, evitando la competizione con i teropodi che vivevano negli stessi luoghi. Tuttavia è molto probabile che l'Irritator, come i moderni coccodrilli, attaccasse e divorasse tutti gli animali che riusciva a predare, oltre al pesce. Recentemente è stato scoperto un dente appartenente ad Irritator conficcato nel collo di uno pterosauro, indicando che questo animale poteva attaccare anche prede più grandi dei pesci, anche se non è noto se venivano cacciati attivamente, o si è trattato di un semplice caso di saprofagia.
Tutti gli spinosauridi avevano mascelle molto strette con denti appuntiti e conici relativamente omogenei. Questa insolita forma del muso si riscontra nei moderni coccodrilli, come il Falso gaviale. I lunghi denti conici, che non possiedono bordi seghettati, sono particolarmente adatti per afferrare le prede scivolose. Essi differivano dai denti degli altri teropodi, che invece erano strutturati e orientati per strappare e tagliare grandi pezzi di carne. Per questi insoliti adattamenti i fossili di spinosauridi sono spesso scambiati per fossili di coccodrillo. Per esempio, i fossili di Baryonyx originari del Portogallo sono stati originariamente descritti come Suchosaurus e solo nel 2007 sono stati riconosciuti come quelli di uno spinosauride.

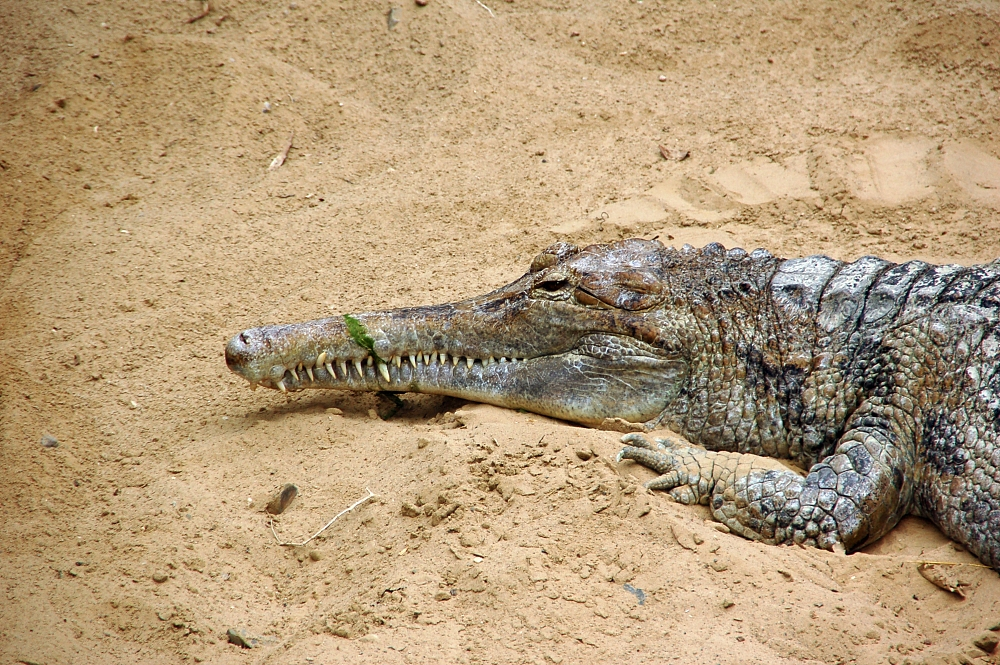
La testa del falso gaviale, presenta diverse caratteristiche comuni con la testa dell'Irritator

Le narici dell'Irritator erano spostate nella parte alta e posteriore del cranio, vicino agli occhi, inoltre il secondo palato rendeva possibile la respirazione, anche se la maggior parte della testa era sott'acqua. Inoltre, la cresta sagittale dell'Irritator indicava una pronunciata muscolatura del collo, necessaria per sopportare i violenti strattoni durante la pesca. Tuttavia, gli studi di Sues et al. (2002) sottolineano che non ci sarebbe alcun motivo di supporre che gli spinosauridi fossero votati solamente alla pesca. Infatti questa morfologia della testa evidenzia un'alimentazione generalizzata, in particolare su animali di piccole dimensioni. In effetti, alcune ossa di un giovane Iguanodon, un dinosauro erbivoro terrestre, sono stati ritrovati all'interno della gabbia toracica di un Baryonyx. Naish et al. (2004) sostengono la teoria secondo cui Irritator cacciava sia animali acquatici sia terrestri, da predatore generalista all'interno dell'area costiera, oltre a nutrirsi sporadicamente anche di carogne.

## Paleoecologia
L'habitat della Formazione Santana, in cui sono stati ritrovati entrambi i fossili, è risultato con un'alta probabilità di sedimentazione in un lago, pieno di acqua dolce e/o salmastra. I reperti fossili ritrovati finora creano un'immagine ambivalente. Gli insetti fossili che sono stati recuperati sono un'indicazione di presenza di acqua dolce; tuttavia, la scoperta della tartaruga Santanachelys, adattata alle acque marine, indica un ambiente salino. Una teoria è che il sito fosse una laguna salmastra, collegata al mare. Il clima era tropicale e corrispondeva in gran parte al moderno clima del Brasile.